# Filippo Maria Drago
Filippo Maria Drago (Catania, 5 ottobre 1963) è un politico italiano.

## Biografia

### Attività politica
È figlio di Antonino Drago, esponente della Democrazia Cristiana negli anni Sessanta. Entra in politica nel 1985, venendo eletto consigliere nazionale del Movimento giovanile della DC. Eletto nel 1988 consigliere al Comune di Catania, con l'incarico di Presidente della Commissione "Ecologia, Sanità ed Ambiente".

#### Deputato all'Assemblea Regionale Siciliana
Deputato al Parlamento Siciliano dal 1991 al 1996. Nel 2000 è segretario provinciale del CDU ed entra a far parte del consiglio nazionale del partito. 

#### Elezione in Parlamento e sindaco di Aci Castello
Dal 2001 al 2006, durante la XIV legislatura, è tesoriere del gruppo dell'UDC alla Camera. Ricopre l'incarico di segretario provinciale dell'UDC nel 2003 ed è anche consigliere nazionale del partito fino al 2007.
Nel 2004 si presenta con il suo partito per la carica di sindaco del Comune di Aci Castello, in provincia di Catania, perdendo al ballottaggio per poche centinaia di voti, contro il candidato di Forza Italia Silvia Raimondo. Nel 2005 è nominato assessore ai Lavori Pubblici del Comune di Catania durante l'amministrazione guidata da Umberto Scapagnini. 
Nel 2008 lascia l'UDC per aderire al partito Il Popolo della Libertà fondato da Silvio Berlusconi.
Nel 2009 si ricandida per la carica di sindaco del comune di Aci Castello, vincendo al ballottaggio del 22 giugno contro il candidato Giovanni Pennisi del Movimento per l'Autonomia di Raffaele Lombardo.
Nel 2012 abbandona il PdL e aderisce al Movimento per le Autonomie di Lombardo.
Il 21 dicembre 2012 diviene senatore della XVI legislatura della Repubblica Italiana – fino al 14 marzo 2013 – a seguito delle dimissioni di Nino Strano accettate dal Parlamento il giorno precedente.
Nel 2018 abbandona anche il partito di Lombardo e aderisce alla Lega. Alle elezioni politiche del 2018 è candidato alla Camera con la Lega nella circoscrizione Sicilia 2, ma non viene eletto.
Successivamente in polemica abbandona la Lega e nel 2019 ritorna all'UDC.
Nel 2024 si ricandida a sindaco di Aci Castello sostenuto da Sud chiama Nord di Cateno De Luca e due liste civiche piazzandosi solo terzo con il 17%.

### Vicende giudiziarie
Il 10 ottobre 2011, con Sentenza n. 2914/11, viene condannato in Primo Grado dal Tribunale di Catania a due anni e tre mesi di carcere per il delitto di "falsità ideologica aggravata e continuata in concorso" con altri ex assessori della giunta Scapagnini del Comune di Catania e lo stesso ex Sindaco Umberto Scapagnini, tutti quali pubblici ufficiali, nello svolgimento delle loro funzioni, prendendo parte al procedimento di formazione del rendiconto della gestione relativa all'anno 2005 attestavano falsamente fatti dei quali l'atto era destinato a provare la verità ed in particolare coprivano soltanto contabilmente, senza finanziarlo sostanzialmente, il disavanzo relativo all'anno 2004, indicando nel conto consuntivo 25 maggiori riaccertamenti di residui attivi (sotto la voce delle alienazioni patrimoniali) per un importo di circa 115 milioni di euro, pari al disavanzo maturato negli esercizi 2003, 2004 e 2005, senza che tale maggiore entrata presentasse i presupposti sostanziali necessari per il suo accertamento.